# Czerlin (Lubawa)
Czerlin (deutsch bis 1920 Klein Nappern, 1942 bis 1945 Nappern) ist ein Ort in der polnischen Woiwodschaft Ermland-Masuren. Er gehört zur Gmina Lubawa (Landgemeinde Löbau in Westpreußen) im Powiat Iławski (Kreis Deutsch Eylau).

## Geographische Lage
Czerlin liegt im Süden des Landschaftsschutzparks Kernsdorfer Höhen (polnisch Park Krajobrazowy Wzgórz Dylewskich) im Südwesten der Woiwodschaft Ermland-Masuren, 22 Kilometer südlich der einstigen Kreisstadt Osterode in Ostpreußen (polnisch Ostróda) bzw. 21 Kilometer südöstlich der heutigen Kreismetropole Iława (deutsch Deutsch Eylau).

## Geschichte

### Ortsgeschichte
Im Jahre 1577 wurde Klein Nappern das erste Mal urkundlich erwähnt. Am 7. Mai 1874 wurde das Dorf Amtsdorf und damit namensgebend für einen Amtsbezirk im Kreis Osterode in Ostpreußen innerhalb des Regierungsbezirks Königsberg in Preußen. Klein Nappern selbst gehörte als Landgemeinde und auch als Gutsbezirk dazu. Am 25. April 1896 schlossen sich die Landgemeinde Groß Czerlin und Klein Nappern zur neuen Landgemeinde Klein Nappern zusammen. Die Zahl der Einwohner belief sich 1910 für die Landgemeinde Klein Nappern auf 180 und für den Gutsbezirk Klein Nappern auf 118.
Gemäß den Bestimmungen des Versailler Vertrags mussten die Landgemeinde und auch der Gutsbezirk Klein Nappern zusammen mit den Nachbarorten Klein Lobenstein (polnisch Lubstynek) und Pientken (kein polnischer Name bekannt) an Polen abgetreten werden. Der Amtsbezirk Klein Nappern wurde am 15. August 1920 aufgelöst, und das Dorf erhielt die polnische Namensform „Czerlin“, die nach der Wiedereingliederung in das Deutsche Reich für die Jahre 1942 bis 1945 in „Nappern“ umgeändert wurde.
In erneuter Kriegsfolge kam das Dorf 1945 erneut zu Polen und erhielt wieder die Ortsbezeichnung „Czerlin“. Heute ist es ein Teil der Landgemeinde Lubawa (Löbau i. Westpr.) im Powiat Iławski (Kreis Deutsch Eylau). Die Einwohnerzahl Czerlins belief sich im Jahre 2011 auf 166.

### Amtsbezirk Klein Nappern (1874–1920)
Zum Amtsbezirk Klein Nappern gehörten die Orte:
| Deutscher Name       | Polnischer Name | Anmerkungen                                               |
| -------------------- | --------------- | --------------------------------------------------------- |
| Groß Czerlin         |                 | 1896 in die Landgemeinde Klein Nappern eingegliedert      |
| Klein Czerlin        |                 | vor 1896 nach Groß Czerlin eingemeindet                   |
| Klein Lobenstein     | Lubstynek       |                                                           |
| Klein Nappern (Dorf) | Czerlin         |                                                           |
| Klein Nappern (Gut)  |                 |                                                           |
| Pientken             |                 | unbekannten Datums nach Klein Lobenstein eingemeindet     |
| ab 1882: Ketzwalde   | Jagodziny       | bis 1882 und ab 1920 zum Amtsbezirk Marienfelde zugehörig |

## Kirche
Bis 1920 war Klein Nappern in die evangelische Kirche Marienfelde (polnisch Glaznoty) in der Kirchenprovinz Ostpreußen der Kirche der Altpreußischen Union, außerdem in die römisch-katholische Kirche Grabau (polnisch Grabowo) eingepfarrt.
Heute gehört Czerlin evangelischerseits zu evangelisch-methodistischen Kirche Glaznoty bzw. zur Kirchengemeinde Ostróda der Evangelisch-Augsburgischen Kirche. Katholischerseits ist die Pfarrei Grabowo wiederum zuständig.

## Verkehr
Czerlin liegt südlich der Woiwodschaftsstraße 537 und ist von dort über den Abzweig in Napromek (Gut Nappern) auf direktem Wege zu erreichen. Eine Anbindung an den Bahnverkehr besteht nicht.